# ألين بوتير
ألين بوتير (بالإنجليزية: Allen Potter)‏ هو سياسي أمريكي، ولد في 2 أكتوبر 1818، وتوفي في 8 مايو 1885 في كالامازو في الولايات المتحدة. حزبياً، نشط في الحزب الديمقراطي. وقد انتخب عضو مجلس نواب ميشيغان ‏ وانتخب عضو مجلس النواب الأمريكي.